# جان لون
جان لون (انگلیسی: John Lone؛ زادهٔ ۱۳ اکتبر ۱۹۵۲) هنرپیشه اهل ایالات متحده آمریکا است. از فیلم‌هایی که وی در آن نقش داشته است، می‌توان به آخرین امپراتور، جنگ و ساعت شلوغی ۲ اشاره کرد.